# Досократики
Досокра́тики — условное, принятое уже в Новейшее время, название древнегреческих философов раннего периода (VII—V века до н. э.), а также их преемников IV в. до н. э., творивших вне русла аттической сократической и софистической традиций. Может использоваться также лишь в хронологическом значении (что не вполне верно, так как некоторые из причисляемых к ним являлись современниками Сократа). Сочинения досократиков известны только по фрагментам, сохранившимся в виде цитат у позднейших античных авторов.

## История
Термин «досократики» утвердился в 1903 году, когда немецкий учёный Герман Дильс собрал в труде «Фрагменты досократиков» («Die Fragmente der Vorsokratiker») тексты философов, живших до Сократа. Книга включала более 400 имён вместе с фрагментами орфических и других дофилософских теокосмогоний.
Термин «досократики» восходит к термину «досократическая философия», введённому немецким философом, филологом и теологом Иоганном Августом Эберхардом (1739—1809), который в своей книге 1788 года «Всеобщая история философии» разделил историю античной философии на два основных периода — «досократовскую философию» и «сократовскую философию».
В ставшей классической работе середины XIX века немца Эдуарда Целлера «Философия греков в её историческом развитии» в заложенной им периодизации древнегреческой философии её первый этап выделяется от древних ионийцев до Сократа. До Целлера Гегель в своей истории философии первый период древнегреческой философии определял от Фалеса до Аристотеля.
Концептуальным сведением досократиков воедино мы обязаны британско-шотландскому антиковеду Дж. Бернету. Он называл их «ранними греческими философами».

## Античные корни понятия
Несмотря на то, что термин «досократики» — новоевропейского времени, стереотипы, в нём заложенные, восходят к Платону и Аристотелю:180.
Сами античные авторы, задававшиеся вопросом об историческом начале философии, указывали как на её родоначальников на фигуры семи мудрецов, среди которых Фалес Милетский, со времён Аристотеля считающийся первым философом Греции. Он — представитель милетской школы, к которой также принадлежали Анаксимандр, Анаксимен, Ферекид Сиросский, Диоген Аполлонийский и др.
За ней следует школа элеатов, занимавшихся философией бытия (ок. 580—430 гг. до н. э.). К ней принадлежали Ксенофан, Парменид, Зенон Элейский, Мелисс. Одновременно с этой школой существовала школа Пифагора, занимавшаяся исследованием гармонии, меры, числа, к которой наряду с другими принадлежали Филолай (кон. V в. до н. э.), врач Алкмеон (ок. 520 г. до н. э.), теоретик музыки, философ и математик Архит Тарентский (ок. 400—365 гг. до н. э.). Её приверженцем был также скульптор Поликлет Старший (кон. V в. до н. э.).
Великими одиночками являются Гераклит, Эмпедокл и Анаксагор. Демокрит, с его энциклопедически всеохватывающим мышлением, вместе со своим полулегендарным предшественником Левкиппом и демокритовской школой, является завершением досократовской космологии. К этому же периоду можно отнести и ранних софистов (Протагор, Горгий, Гиппий, Продик).
В то же время, отмечается условность приведённого выше ставшего традиционным объединения мыслителей досократического времени, тем более искусственна попытка выделить общие у них элементы учения.

## Учение
Основным предметом философствования у досократиков был космос (природа). Он представлялся им состоящим из обыкновенных чувственных стихий: земли, воды, воздуха, огня и эфира, взаимно переходящих друг в друга в результате сгущения и разрежения. Досократиками были сформулированы два универсальных тезиса, на которых так или иначе строились их умозаключения: «из ничего ничего не бывает» и «подобное познаётся подобным». В тот период человек и сфера социального, как правило, не вычленялись из общекосмической жизни. Человек, общество и космос у досократиков подчинялись действию одних и тех же закономерностей. Как отмечал Ф. Х. Кессиди, концепция природы у них «призвана давать не только естественное (натурфилософское) пояснение того, что происходит в мире, но и служить средством жизненной ориентации в окружающей действительности: определить место и назначение человека в „божественном“ космосе». Устойчивой досократической концепцией отмечают дуализм.

## Представители
Наиболее известны
- Милетская школа:
  - Фалес Милетский
  - Анаксимандр
  - Анаксимен
- Гераклит Эфесский
- Диоген Аполлонийский
- Ксенофан
- Пифагор Самосский
- Парменид из Элеи
- Зенон из Элеи
- Мелисс
- Эмпедокл из Агригента
- Анаксагор из Клазомен
- Левкипп
- Демокрит
- Кратил

## Школы
Досократики традиционно подразделяются на представителей ионийской философии (Милетская школа, Гераклит, Диоген Аполлонийский), италийской философии (пифагорейцы, элеаты) и атомистов. Иногда к досократикам ошибочно причисляют и софистов, но это не совсем корректно, так как большинство софистов были современниками Сократа и он с ними активно спорил. Кроме того, учение софистов сильно отличается от учения досократиков. В целом для восточной, ионийской, традиции характерны эмпиризм, интерес к многообразию материально-вещественного бытия космоса; для западной, италийской, традиции более характерен интерес к формальному, — числовому и структурному, — аспекту вещей.

## Критика понятия «досократики»
В последнее время участилась критика понятия «досократиков». Например, профессор Андрей Лебедев в статье «Избавляясь от „досократиков“» утверждает, что

Исследователь, который сыграл роковую роль в создании господствующего до сих пор стереотипа о единых по ментальности «досократиках» — Джон Бернет (J. Burnet, Early Greek philosophy, 1892). Блестящий филолог и знаток источников, Бернет был философски наивен и подгонял всех ранних философов под один позитивистский шаблон… От термина «досократики» следует отказаться как от исторически и хронологически некорректного и теоретически бессмысленного. Правильнее говорить о «ранних греческих философах»… Чисто формальной заменой термина «досократики» может служить более корректный термин «доплатоновские философы» (но только не «доплатоники»), то есть философы, жившие и творившие до 400 г. до н. э., когда начал писать свои диалоги Платон. В отличие от термина «досократики», этот термин не только избегает превращения самых разных деятелей ранней науки философии в химерическую единую традицию, но и находится в ладу с хронологией, так как включает и большинство древних софистов.